# Вспомнить всё (фильм, 1990)
«Вспо́мнить всё» (англ. Total Recall) — фантастический боевик 1990 года режиссёра Пола Верховена с Арнольдом Шварценеггером в главной роли. Фильм снят по мотивам рассказа Филипа Дика «Мы вам всё припомним» (1966). Фильм номинировался на премии «Оскар» за лучший звук и лучший монтаж звуковых эффектов, но взял специальный «Оскар» за визуальные эффекты.

## Сюжет
2084 год. Строителю Дугласу Куэйду снится сон, в котором он находится на Марсе в сопровождении милой брюнетки. Увидев рекламу компании «Воспоминание» («Recall»), обещающей проведение прекрасного отпуска путём записи в память искусственных воспоминаний, Дуглас решает совершить подобное «путешествие». Несмотря на предупреждения коллеги Гарри, что если что-то пойдёт не так, эта затея грозит лоботомией, главный герой отправляется в офис «Реколл». После выбора необычного варианта «путешествия» — миссии на Марс в качестве секретного агента, трансплантация памяти начинается.
Неожиданно обычная процедура превращается в кошмар. Разгневанный Куэйд кричит сотрудникам, что они его раскрыли и скоро их всех убьют. Процедура затронула ранее стёртую область памяти. Руководитель решает стереть все воспоминания о посещении компании «Реколл» («Rekall» созвучно с англ. Recall — воспоминание), вернуть деньги и отправить Куэйда домой. Куэйд приходит в себя в такси. В переходе на него нападает Гарри и ещё несколько человек; дома Дугласа пытается убить его собственная жена. Она признаётся, что живёт с Куэйдом всего лишь шесть недель, а не восемь лет, вся его память является ложной и имплантирована Агентством. Едва избежав погони группы боевиков под командованием Рихтера, одного из подручных администратора Марса Вилоса Кохаагена, Куэйд находит приют в гостинице. Ему звонит незнакомец и, представившись товарищем по Агентству, передаёт чемоданчик с деньгами, оружием и поддельными документами. Куэйд просматривает видеозапись с самим собой, объясняющим как извлечь следящее устройство из головы и требующим отправиться на Марс, где в гостинице «Хилтон» его ждёт сообщение. Куэйд отправляется на Марс.
Таксист Бенни рассказывает Куэйду, что некоторые жители Марса мутировали в результате отсутствия защиты от космического излучения и недостатка нормального воздуха, монополией на который владеет Кохааген. Куэйд встречает свою бывшую подругу Мелину и узнаёт своё настоящее имя — Карл Хаузер. Убедившись, что её бывший любовник ничего не помнит, Мелина выпроваживает Куэйда. К нему являются агент, представившийся сотрудником «Реколл», и его жена Лори. Они пытаются убедить Куэйда, что он всё ещё находится в офисе «Реколл», испытывая галлюцинации и должен проглотить таблетку, чтобы выйти из этого состояния. Однако Куэйд увидев сползающую каплю пота от волнения на виске «сотрудника», в последний момент передумывает и пускает ему пулю в лоб. Лори и появившаяся опергруппа захватывают Куэйда, но его отбивает Мелина, Лори погибает. Куэйд, Мелина и Бенни скрываются в подземельях Марса. Рихтер, обезумевший от гибели своей любовницы Лори, устраивает стрельбу в борделе, после чего восстаёт весь сектор «G». По приказу Кохаагена боевики отступают, поступление воздуха в сектор перекрывается, у его жителей остаются считанные часы.
Повстанцы проводят Мелину, Куэйда и Бенни на свою базу, где лидер сопротивления Куато (маленький медиум скрывался в теле другого человека, из-за чего никто не мог его найти) помогает Куэйду вспомнить об инопланетном реакторе, найденном в Пирамидальной шахте. Кора Марса состоит из льда, а реактор должен преобразовать её в пригодную для дыхания атмосферу. Базу атакуют боевики Кохаагена. Куато предлагает бежать через поверхность Марса, но оказавшийся предателем Бенни хладнокровно расстреливает мутанта и берёт героев в плен. Кохааген показывает Куэйду дальнейшую часть видео с Хаузером, где тот в обнимку с Кохаагеном рассказывает, что стёр память, чтобы втереться в доверие к телепату Куато. Теперь, после победы, ему вернут память. Кохааген отказывается подать воздух умирающим от удушья жителям сектора «G». Куэйду и Мелине удаётся с боем вырваться из плена Кохаагена, прорваться к инопланетному реактору, и запустить его. Кохааген и Рихтер погибают, пытаясь помешать героям, которым удаётся запустить реактор. Струи воздуха выбиваются из коры Марса и разбивают стёкла защитных куполов. Люди выходят на поверхность, теперь они могут жить на Марсе, как на Земле.

### Финал
После просмотра фильма у зрителя может возникнуть вопрос: было ли всё происходящее в фильме сном, навеянным трансплантацией памяти Куэйду, или всё происходило в реальности? Как пишет в своей статье Михаил Попов, автор журнала «Мир фантастики»: «Точного ответа на загадку финала нет. Шварценеггер считает, что приключения его героя реальны, но Верховен придерживается другой точки зрения. В фильме говорилось о том, что при возникновении проблем с имплантацией памяти клиент подвергается лоботомии. Так что белая вспышка под конец фильма, по мнению режиссёра, свидетельствует о том, что врачи начали вскрывать череп Куэйда». Этот же журнал в другой своей статье писал: «„Голливудский“ хэппи-энд картины прост лишь на первый взгляд: это чемодан с двойным дном. Создатели фильма настоятельно советуют изучить финальные кадры, а потом — пересмотреть первые минуты фильма, обращая внимание на детали, в том числе на музыкальное сопровождение».

## В ролях
- Арнольд Шварценеггер — Дуглас (Даг) Куэйд / Карл Хаузер
- Рэйчел Тикотин — Мелина
- Ронни Кокс — Вилас Кохааген
- Майкл Айронсайд — Рихтер
- Шэрон Стоун — Лори Куэйд
- Маршалл Белл — Джордж / Куато
- Мел Джонсон-младший[англ.] — Бенни
- Рой Броксмит — доктор Едгемар
- Рэй Бейкер — Боб Макrлейн
- Майкл Чемпион — Хелм
- Розмари Дансмор — доктор Рената Лулл
- Роберт Констанцо — Гарри, вымышленный друг Дугласа
- Лишия Нафф[англ.] — Мэри, трёхгрудая женщина
- Дин Норрис — Тони
- Дэвид Кнелл — Эрни
- Моника Штойер — мать-мутант
- Саша Рионда[англ.] — девочка-мутант
- Марк Алаймо — капитан Эверетт
- Дебби Ли Каррингтон — Дюймовочка

## Производство и распространение
На съёмках «Вспомнить всё» Арнольд подошёл ко мне и сказал: «Я не буду обижаться, если ты будешь со мной строгим». Я кивнул и сказал: «Арнольд, повернись, мне нужен другой угол». Но очень скоро я уже говорил: «Арнольд, ты выглядишь как мудак». И он соглашался: «Понятно. А так лучше?»
Первоначальный сценарий картины был написан Дэном О’Бэнноном и Рональдом Шусеттом, сценаристами фильма «Чужой», которые приобрели права на произведение «Мы вам всё припомним» Филиппа Дика ещё при жизни писателя. После написания сценария дуэт попал в «проектный ад», предлагая своё произведение различным студиям в поисках инвесторов.
В середине 1980-х годов проект взялся реализовывать продюсер Дино Де Лаурентис, предложив на главную роль Ричарда Дрейфуса. На главную роль в фильме пробовался и звезда фильма «Грязные танцы» Патрик Суэйзи. На место режиссёра картины приглашался Дэвид Кроненберг, видевший в роли главного героя Уильяма Хёрта. Описывая работу над картиной, Кроненберг описывал разночтения с Шусеттом:
Я работал над этим целый год и сделал около двенадцати вариантов съёмок. В итоге мы достигли момента, когда Шусетт сказал: «Знаете, что вы сделали? Вы сделали версию Филиппа Дика», — на что я ответил: «Разве это не то, что нам надо было сделать?» — «Нет, нам нужна тема „В поисках утраченного ковчега“ на Марсе», — сказал Шусетт. Я сказал, что не буду это снимать, и попрощался.
Но когда поступила информация о сборах фильма «Дюна», Дино Де Лаурентис потерял интерес к проекту.
Кризиc компании Дино Де Лаурентиса предоставил шанс вмешаться Арнольду Шварценеггеру, который хотел сыграть главную роль в фильме. Он уговорил компанию Carolco купить права на фильм и выторговал себе гонорар в размере 10—11 миллионов долларов + 15 % от кассовых сборов. После окончания переговоров Шварценеггер в качестве режиссёра картины пригласил Пола Верховена, чья картина 1987 года «Робокоп» ему очень нравилась, так что он даже рассматривал её в качестве образца для съёмок нового фильма.

## Выпуск

### В других медиа
Новеллизация фильма была выпущена в 1990 году. Она была написана Пирсом Энтони и основана на сценарии и оригинальном рассказе Филиппа Дика: в ней было сохранено оригинальное имя персонажа Дуглас Куэйл, измененное во время сьемок фильма по политическим соображениям. В том же году была выпущена видеоигра Total Recall в жанре экшен-платформер для компьютеров Commodore 64, Amstrad CPC, Amiga и Atari ST, а также для приставки Nintendo Entertainment System. Версия для ZX Spectrum планировалась, но была отменена, так как не была готова к дате предпологаемого выпуска на Рождество 1990 года. Адаптация фильма в виде комикса была также выпущена в 1990 году издательством DC Comics. В 2011 году Dynamite Entertainment выпустила мини-серию комиксов из четырех выпусков, также основанных на фильме. Сценарий этой мини-серии был Винс Мур, а художником выступил Сезар Резак. Сюжетная арка комикса продолжалась после событий показанных в фильме и показывала, как Куэйд сталкивается с Марсом, все еще находящимся в хаосе после смерти Кохагена.

## Награды и номинации
| Категория                                           | Номинанты                                                                                       | Итог           |
| «Оскар» (1991)                                      | «Оскар» (1991)                                                                                  | «Оскар» (1991) |
| --------------------------------------------------- | ----------------------------------------------------------------------------------------------- | -------------- |
| Лучший звук                                         | Нельсон Столл, Майкл Дж. Кохут, Карлос Делариос, Аарон Рочин                                    | Номинация      |
| Лучший монтаж звуковых эффектов                     | Стивен Хантер Флик                                                                              | Номинация      |
| Премия за особые достижения (за визуальные эффекты) | Эрик Бревиг, Роб Боттин, Тим МакГоверн, Алекс Функе                                             | Победа         |
| BAFTA (1991)                                        |                                                                                                 |                |
| Лучшие специальные визуальные эффекты               | вся команда постановщиков спецэффектов                                                          | Номинация      |
| «Сатурн» (1991)                                     |                                                                                                 |                |
| Лучший научно-фантастический фильм                  |                                                                                                 | Победа         |
| Лучший режиссёр                                     | Пол Верховен                                                                                    | Номинация      |
| Лучший сценарий                                     | Рональд Шусетт, Дэн О`Бэннон и Гэри Голдмен                                                     | Номинация      |
| Лучший актёр                                        | Арнольд Шварценеггер                                                                            | Номинация      |
| Лучшая актриса второго плана                        | Рэйчел Тикотин                                                                                  | Номинация      |
| Лучшая музыка                                       | Джерри Голдсмит                                                                                 | Номинация      |
| Лучшие костюмы                                      | Эрика Эделл Филлипс                                                                             | Победа         |
| Лучшие спецэффекты                                  | Томас Л. Фишер, Эрик Бревиг, Роб Боттин (Dream Quest Images, ILM, Stetson Visual Services Inc.) | Номинация      |
| Лучший грим                                         | Роб Боттин, Джефф Доун, Крэйг Беркли и Робин Уайсс                                              | Номинация      |
| «Хьюго» (1991)                                      |                                                                                                 |                |
| Лучшая постановка                                   | Пол Верховен, Рональд Шусетт, Дэн О`Бэннон, Гэри Голдмен, Джон Повилл, Филип Дик                | Номинация      |

## Факты

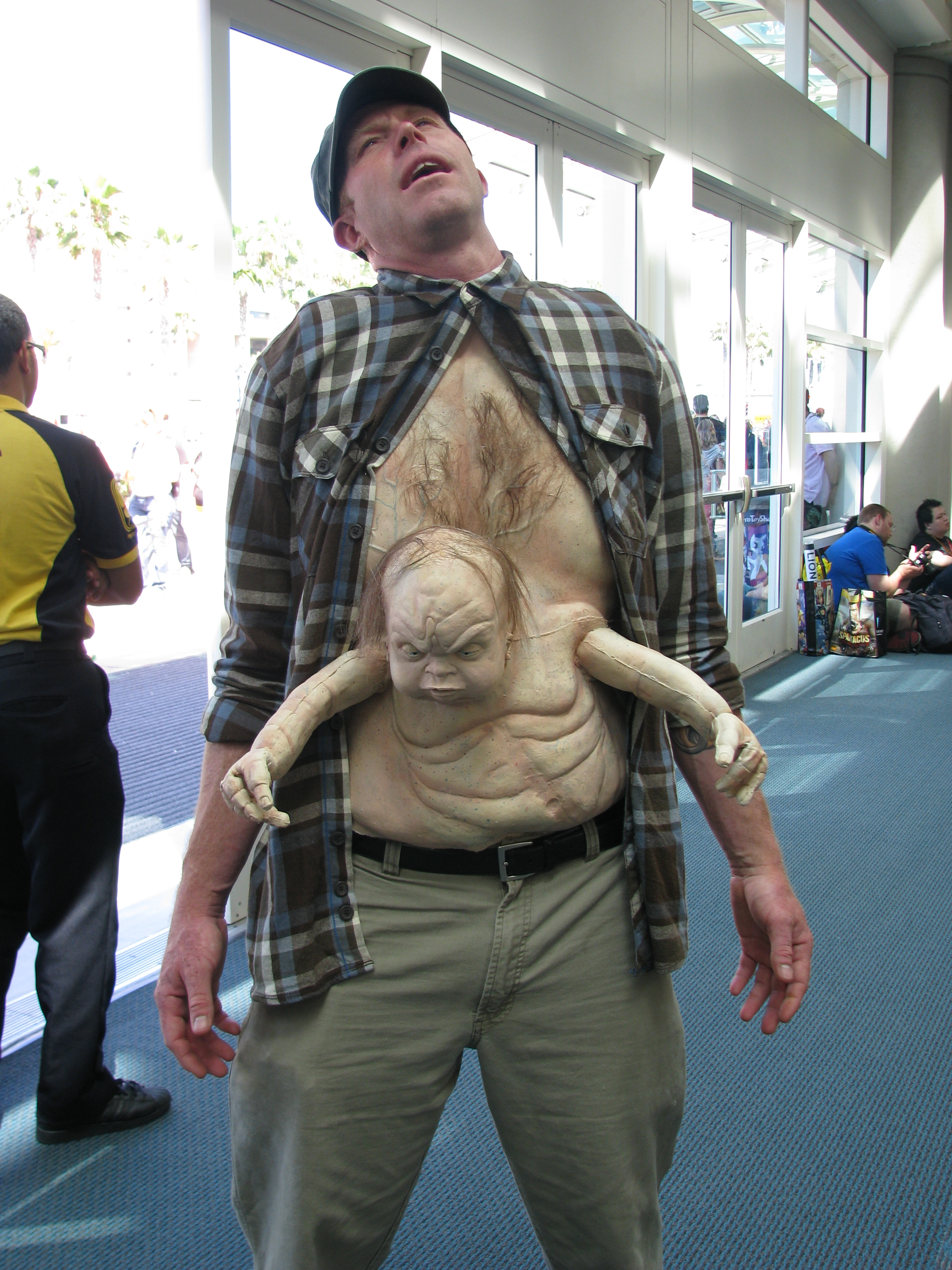
Джордж и Куато, косплей, 2012 год

- Карл Хаузер (Carl Hauser) — аллюзия на Каспара Хаузера[16].
- Журнал «Мир Фантастики» поставил Джорджа и Куато на 6-е место в списке «10 самых-самых фантастических близнецов», добавив, что они одни из наиболее ярких персонажей в фильме[17].
- Во время съёмок Шэрон Стоун жаловалась Полу Верховену, что она не уверена, является ли её героиня воображением Дага Куэйда либо её персонаж на самом деле замужем за Дагом[18].
- В 1990 году компания Acclaim издала по фильму одноимённую игру[англ.] для приставки NES.
- Робот-таксист, подвозивший Хаузера, насвистывает национальный гимн Норвегии.
- Книга мемуаров Арнольда Шварценеггера, выпущенная в 2012 году также называлась «Вспомнить всё»[19].

## Ремейк фильма
29 июля 2010 года компания Sony Pictures Entertainment анонсировала создание ремейка «Вспомнить всё». Съёмки начались в марте 2011 года в Канаде. Режиссёром фильма стал Лен Уайзман. На главную роль был утверждён Колин Фаррелл. Фильм Уайзмана вышел в августе 2012 года и собрал в целом негативные отзывы критиков. В Северной Америке был не очень успешен в прокате (58 млн долларов), но в остальном мире прошел лучше (139 млн долларов), суммарно собрав почти 200 млн при бюджете 125 млн долларов.